# Toyota QuickDelivery
Toyota QuickDelivery – rodzina samochodów dostawczych produkowanych pod japońską marką Toyota od 1982 roku.
Pojazd został wprowadzony na rynek w sierpniu 1982 roku. Powstał jako odpowiedź na zapotrzebowanie na vana, w którym pracownik mógłby przeprowadzać załadunek stojąc. Początkowo dostępne były dwie wersje, Hiace Quick Delivery o ładowności 1,25 t i Toyoace Walk-through Van (1,5 t). W późniejszym czasie nazwę wersji Hiace Quick Delivery zmieniono na Quick Delivery 100, następnie w grudniu 1985 roku wprowadzono dodatkowe dwa warianty, Dyna Quick Delivery i Toyoace Quick Delivery (oba o ładowności 2 t). W późniejszym czasie z kolei ich nazwę zmieniono na Quick Delivery 200. Jako źródło napędu służył m.in. wysokoprężny silnik L o pojemności 3 l i mocy 91 KM lub B 3.0 o mocy 85 KM. Napęd przenoszony był na oś tylną, od października 1987 dostępny był także wariant AWD. W czerwcu 2001 zakończono produkcję Quick Delivery 100, następcą został Urban Supporter.

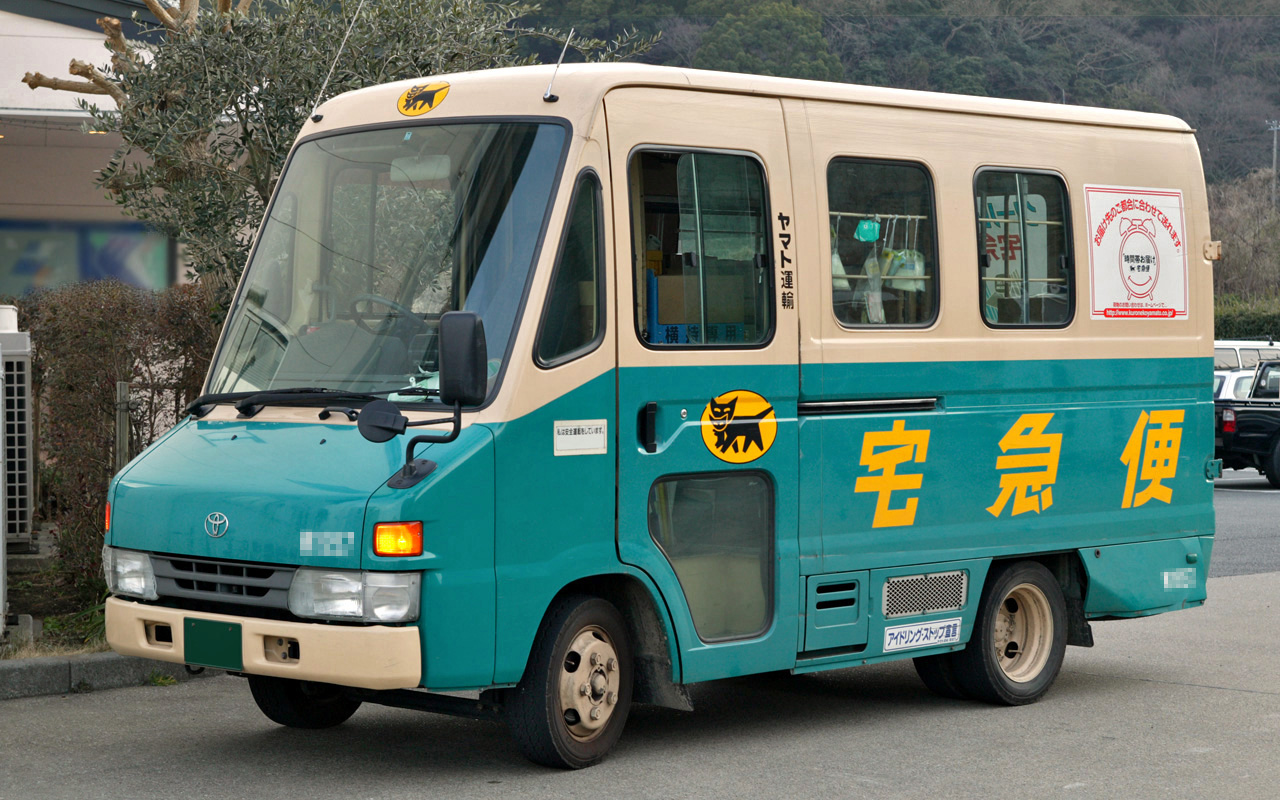
Quick Delivery 200

Druga generacja modelu Quick Delivery 200 została wprowadzona na rynek w sierpniu 1999 roku. Silnik wysunięto do przodu, obniżono linię maski silnika, zastosowano także m.in. system ABS. Do napędu służyły silniki takie jak wysokoprężny 4B 3.7 o mocy 100 KM czy też 3RZ 2.7 z instalacją LPG. W 2006 przeprowadzono facelifting. Produkcję 2. generacji Quick Delivery 200 zakończono w lipcu 2011.